# Landhockey vid olympiska sommarspelen 1948
Landhockeyturneringen vid olympiska sommarspelen 1948 avgjordes i London.

## Medaljfördelning
| Event               | Guld | Silver | Brons |
| Herrarnas turnering | Indien Leslie Claudius Keshav Dutt Walter D'Souza Lawrie Fernandes Ranganathan Francis Gerry Glacken Akhtar Hussain Patrick Jansen Amir Kumar Kishan Lal Leo Pinto Jaswant Singh Rajput Latif-ur-Rehman Reginald Rodrigues Balbir Singh, Sr. Randhir Singh Gentle Grahanandan Singh K. D. Singh Trilochan Singh Maxie Vaz | Storbritannien Robert Adlard Norman Borrett David Brodie Ronald Davis William Griffiths Frederick Lindsay William Lindsay John Peake Frank Reynolds George Sime Michael Walford William White | Nederländerna André Boerstra Henk Bouwman Piet Bromberg Harry Derckx Han Drijver Dick Esser Roepie Kruize Jenne Langhout Dick Loggere Ton Richter Eddy Tiel Wim van Heel |

## Medaljtabell
| Pl. | Nation         | Guld | Silver | Brons | Totalt |
| --- | -------------- | ---- | ------ | ----- | ------ |
| 1   | Indien         | 1    | 0      | 0     | 1      |
| 2   | Storbritannien | 0    | 1      | 0     | 1      |
| 3   | Nederländerna  | 0    | 0      | 1     | 1      |

## Resultat
Turnering innehöll tretton lag i tre grupper.

### Gruppspel

#### Grupp A
| Nr | Lag       | S | V | O | F | GM | IM | MS  | P |
| -- | --------- | - | - | - | - | -- | -- | --- | - |
| 1  | Indien    | 3 | 3 | 0 | 0 | 19 | 1  | +18 | 6 |
| 2  | Argentina | 3 | 1 | 1 | 1 | 5  | 12 | −7  | 3 |
| 3  | Österrike | 3 | 0 | 2 | 1 | 2  | 10 | −8  | 2 |
| 4  | Spanien   | 3 | 0 | 1 | 2 | 3  | 6  | −3  | 1 |

| Hemma \ Borta | Argentina | Indien | Spanien | Österrike |
| Argentina     | —         | —      | 3–2     | 1–1       |
| Indien        | 9–1       | —      | 2–0     | 8–0       |
| Spanien       | —         | —      | —       | —         |
| Österrike     | —         | —      | 1–1     | —         |

#### Grupp B
| Nr | Lag            | S | V | O | F | GM | IM | MS  | P |
| -- | -------------- | - | - | - | - | -- | -- | --- | - |
| 1  | Storbritannien | 3 | 2 | 1 | 0 | 19 | 0  | +19 | 5 |
| 2  | Schweiz        | 3 | 1 | 2 | 0 | 4  | 2  | +2  | 4 |
| 3  | Afghanistan    | 3 | 1 | 1 | 1 | 3  | 9  | −6  | 3 |
| 4  | USA            | 3 | 0 | 0 | 3 | 1  | 16 | −15 | 0 |

| Hemma \ Borta  | Afghanistan | Schweiz | Storbritannien | USA  |
| Afghanistan    | —           | —       | —              | 2–0  |
| Schweiz        | 1–1         | —       | —              | 3–1  |
| Storbritannien | 8–0         | 0–0     | —              | 11–0 |
| USA            | —           | —       | —              | —    |

#### Grupp C
| Nr | Lag           | S | V | O | F | GM | IM | MS  | P |
| -- | ------------- | - | - | - | - | -- | -- | --- | - |
| 1  | Pakistan      | 4 | 4 | 0 | 0 | 20 | 3  | +17 | 8 |
| 2  | Nederländerna | 4 | 3 | 0 | 1 | 11 | 8  | +3  | 6 |
| 3  | Belgien       | 4 | 2 | 0 | 2 | 6  | 8  | −2  | 4 |
| 4  | Frankrike     | 4 | 0 | 1 | 3 | 4  | 9  | −5  | 1 |
| 5  | Danmark       | 4 | 0 | 1 | 3 | 4  | 17 | −13 | 1 |

| Hemma \ Borta | Belgien | Danmark | Frankrike | Nederländerna | Pakistan |
| Belgien       | —       | 2–1     | 2–1       | —             | —        |
| Danmark       | —       | —       | —         | —             | —        |
| Frankrike     | 2–2     | —       | —         | —             | —        |
| Nederländerna | 4–1     | 4–1     | 2–0       | —             | –        |
| Pakistan      | 2–1     | 9–0     | 3–1       | 6–1           | —        |

### Slutspel
|  | Semifinaler    | Semifinaler    |   |                    | Final      | Final |  |
|  |                |                |   |                    |            |       |  |
|  |                |                |   |                    |            |       |  |
|  | Indien         | 2              |   |                    |            |       |  |
|  | Nederländerna  | 1              |   |                    |            |       |  |
|  |                |                |   |                    |            |       |  |
|  |                |                |   |                    |            |       |  |
|  |                |                |   |                    | Indien     | 4     |  |
|  |                | Storbritannien | 0 |                    |            |       |  |
|  |                |                |   |                    |            |       |  |
|  |                |                |   |                    |            |       |  |
|  |                |                |   |                    | Bronsmatch |       |  |
|  |                |                |   |                    |            |       |  |
|  | Storbritannien | 2              |   | Nederländerna (om) | 1 (4)      |       |  |
|  | Pakistan       | 0              |   |                    | Pakistan   | 1 (1) |  |